# Filtro de Sallen-Key
Un filtro de Sallen Key o célula de Sallen Key es un tipo de filtro electrónico activo particularmente valioso por su simplicidad.
El circuito produce un filtro paso bajo o paso alto de dos polos usando dos resistencias, dos condensadores y un amplificador. Para obtener un filtro de orden mayor se pueden poner en cascada varias etapas.
Estos filtros son relativamente flexibles con la tolerancia de los componentes, aunque para obtener un factor Q alto se requieren componentes de valores extremos.

## Configuraciones básicas

### Configuraciónpasa bajo
En la siguiente figura se observa un filtro formado por dos células de Sallen-Key en cascada. Esta es una práctica habitual para aumentar el orden de un filtro. También se usan amplificadores operacionales.
Para frecuencias muy altas los condensadores funcionarán como cortocircuitos, por lo tanto el terminal positivo del amplificador operacional estará a tierra. Al tener realimentación NEGATIVA, el terminal negativo, y por tanto la salida, tendrán la misma tensión que el terminal positivo. Por el contrario, a bajas frecuencias o tensión continua, los condensadores serán como un circuito abierto, por tanto las dos resistencias estarán en serie y, al no circular corriente por ellas, la tensión de entrada también estará presente en el terminal positivo del operacional y a su salida. Por lo que la tensión de salida a muy altas frecuencias será cero y a frecuencias muy bajas la tensión de salida será igual que la entrada...
Para variar la ganancia del filtro se suele poner un divisor de tensión en el lazo de realimentación.
La respuesta en frecuencia se muestra en la siguiente gráfica:
Para sólo la primera etapa, la frecuencia de corte y el factor Q son:
{\displaystyle F_{c}={\frac {1}{2\pi {\sqrt {R_{11}R_{12}C_{11}C_{12}}}}}}
{\displaystyle Q={\frac {\sqrt {R_{11}R_{12}C_{11}C_{12}}}{C_{12}(R_{11}+R_{12})}}}

### Configuraciónpasa alto
La topología de este circuito es recíproca de la anterior, es decir, las resistencias estarán donde estaban los condensadores y viceversa, los condensadores estarán donde estaban las resistencias.
Se puede hacer un análisis similar al anterior estudiando los casos de alta y baja frecuencia. En este caso en muy alta frecuencia la entrada estará cortocircuitada con el terminal positivo del amplificador operacional. A muy baja frecuencia el terminal positivo solo tendrá conectada una resistencia, por la que no circula corriente, y la tensión en este terminal y también en la salida será cero.
La frecuencia de corte y el factor Q son:
{\displaystyle F_{c}={\frac {1}{2\pi {\sqrt {R_{11}R_{12}C_{11}C_{12}}}}}}
{\displaystyle Q={\frac {R_{12}C_{x}}{\sqrt {R_{11}R_{12}C_{11}C_{12}}}}}
donde
{\displaystyle C_{x}={\frac {C_{11}C_{12}}{C_{11}+C_{12}}}}

### Otras configuraciones
Los filtros pasa banda o elimina banda se pueden conseguir usando varios de los anteriores en cascada.
Modificando el circuito se puede conseguir una segunda topología, se trata de un filtro multirrealimentado, que consigue una mayor amplificación en la zona cercana a la frecuencia central.